# Меденицкий зоопарк
Меденичский зоопарк «Лимпопо» — зоологический парк в Украине. Один из крупнейших зоопарков запада Украины. 
Расположен в пределах Дрогобычского района Львовской области, у восточной окраины пгт Меденичи.
Площадь зоопарка около 4 га. Это — крупнейший частный зоопарк во Львовской области. По состоянию на 2016 год в нём проживало свыше 500 животных — представителей различных видов фауны с разных континентов мира, в том числе из Южной Америки и Австралии. Большинство животных содержатся в просторных вольерах, например, полярные волки, тигры, ламы.
На территории зоопарка расположены кафе, летний дворик, детская площадка и сувенирный магазин.

## Название
Зоопарк назван по аналогии с африканской Крокодиловой рекой (Лимпо́по, англ. Limpopo River), хотя, по состоянию на 2016 год, именно крокодилов в зоопарке и не было.

## Основатели и персонал
Основателями и совладельцами частного зоопарка являются Сергей Костив и Александр Метелица, которые в 2008 году приобрели 4 гектара земли и начали его строительство. Обслуживающий персонал по состоянию на апрель 2016 года — 10 человек.

## Животные
По состоянию на 2015 год в зоопарке содержалось свыше 300 животных, в 2016 году — более пятисот. Среди завезённых со всего мира животных меденичского зоопарка есть множество редких и уникальных. Это, например, белые и уссурийские тигры, белые львы, леопарды трёх видов, чёрные ягуары, а также единственные в Украине канадские рыси, занесённые во всемирную программу защиты животных. Гордость коллекции — 8-летний «царь зверей» по имени Цезекс весом свыше 300 килограммов.

## Интересные факты
Городской голова Киева, глава Ассоциации городов Украины Виталий Кличко в рамках пребывания на Форуме местного самоуправления во Львове посетил Дрогобычский край. Виталий Кличко провёл ряд деловых встреч с руководством района и города, где обсуждались перспективы сотрудничества, реализация совместных проектов для развития Дрогобыча. Виталий Кличко также сделал свой вклад в реконструкцию части площади Рынок — 100 кв. метров восстановят за счёт мера Киева. Местные руководители пригласили Киевского городского голову на торжественные мероприятия по случаю 160-й годовщины со дня рождения Ивана Франко. Первый заместитель главы райгосадминистрации Владимир Шутко вручил Виталию Кличко комплект промоционной литературы о культурных и туристических особенностях Дрогобыччины.
А перед этим, по дороге к Дрогобычу Владимир Шутко предложил Киевскому меру осмотреть Меденичский зоопарк «Лимпопо», который является одной из визитных карточек района. Виталий Кличко был приятно впечатлён увиденным. О планах развития зверинца, возможности его сотрудничества с Киевским зоопарком он беседовал с владельцами и большими энтузиастами своего дела Сергеем Костивым и Александром Метелицей. В это время в зоопарке на экскурсии находилось несколько групп детей. Их удивлению не было предела, когда в Меденичах они увидели легендарного боксёра, охотно общавшегося и фотографировавшегося с детьми.

## График работы
По состоянию на 2023 год: летом с 10:00 до 18:00, зимой с 10:00 до 17:00.

## Стоимость билетов
По состоянию на 14 мая 2023 года: взрослый — 150 грн., детский (от 5 до 14 лет) — 100 грн.. Дети до 5 лет, инвалиды 1 группы, дети-инвалиды и участники АТО — бесплатно.

## Галерея

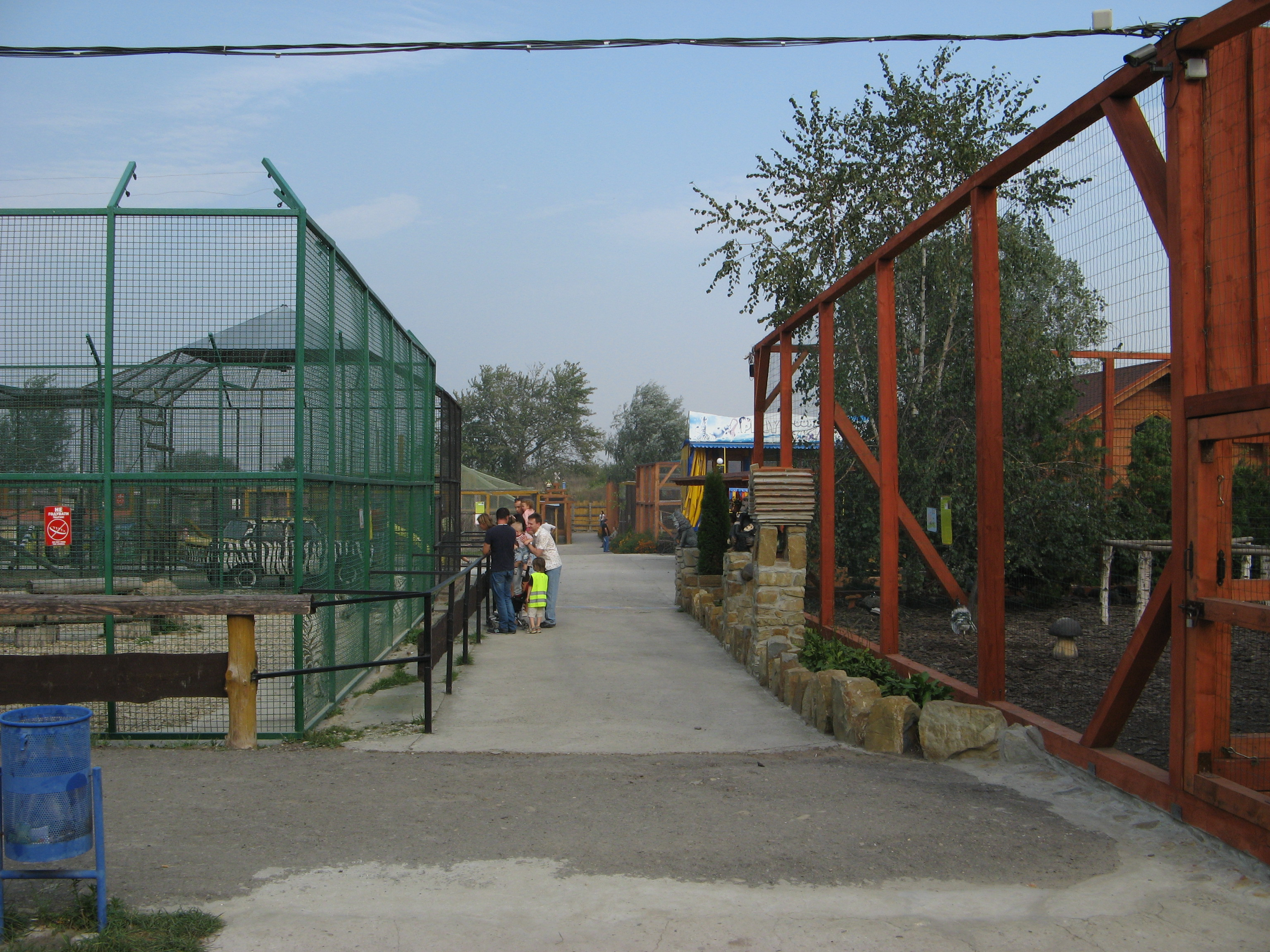
На территории зоопарка (сентябрь 2015 года)
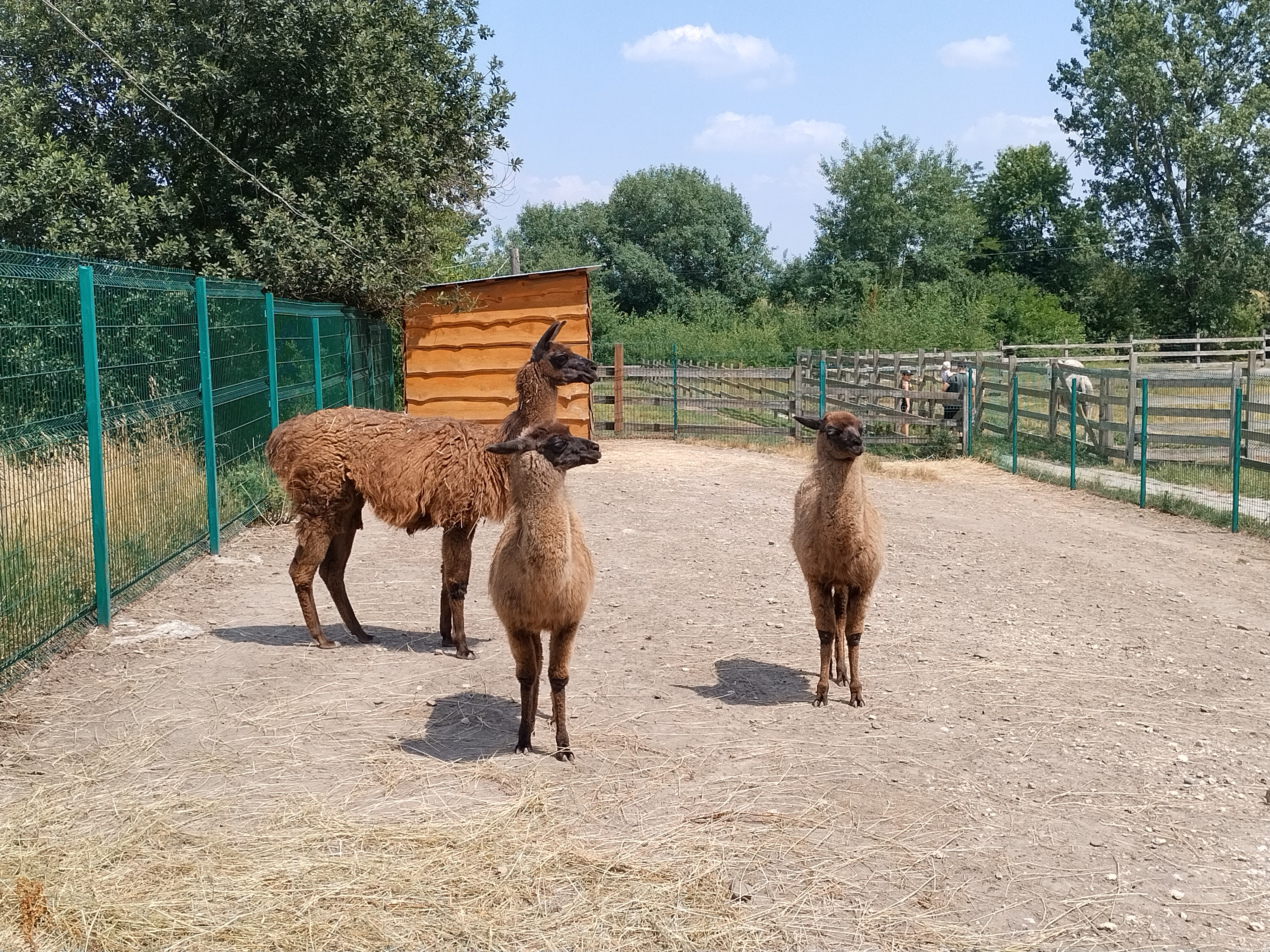
Ламы
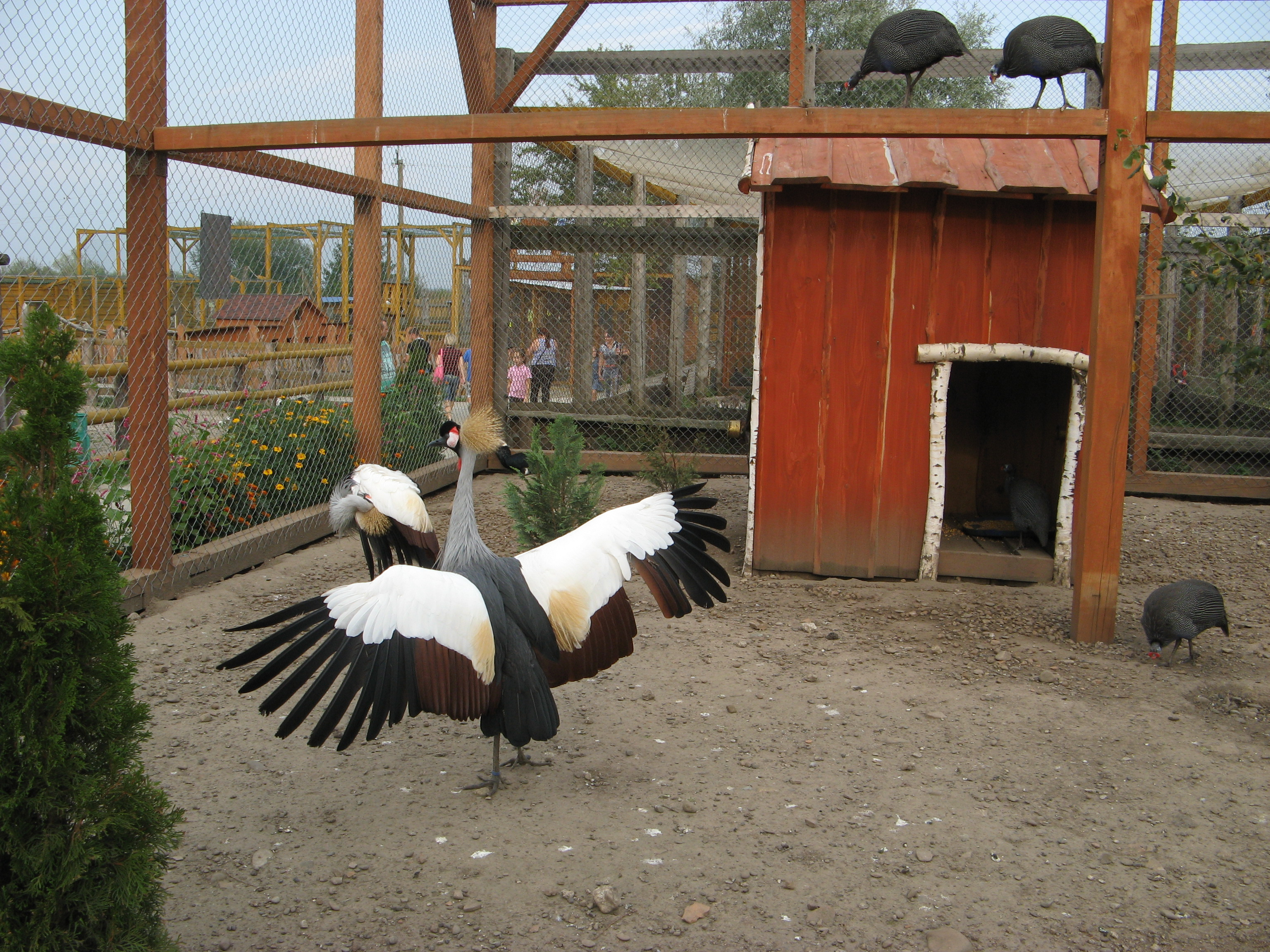
Восточный венценосный журавль
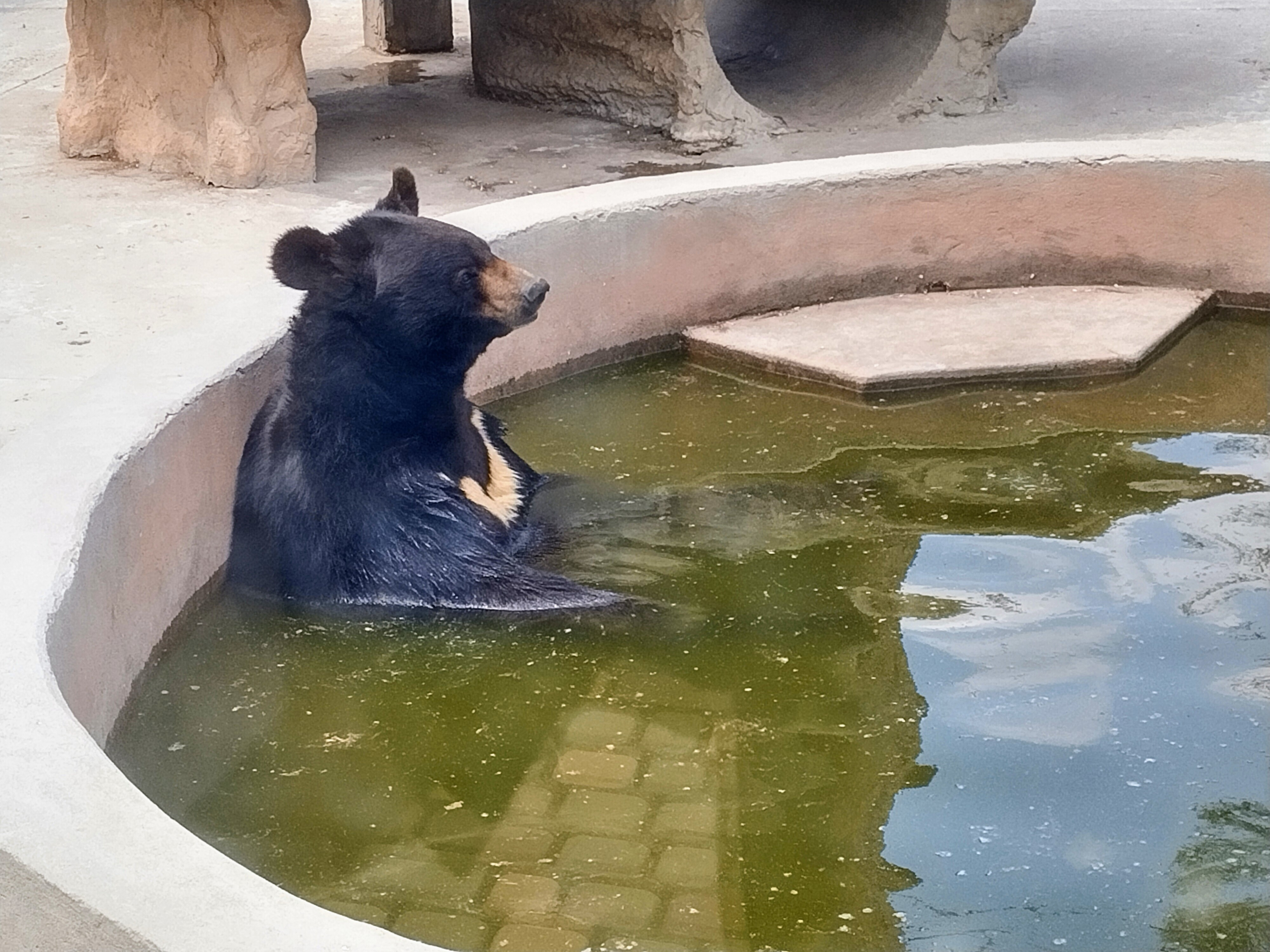
Гималайский медведь
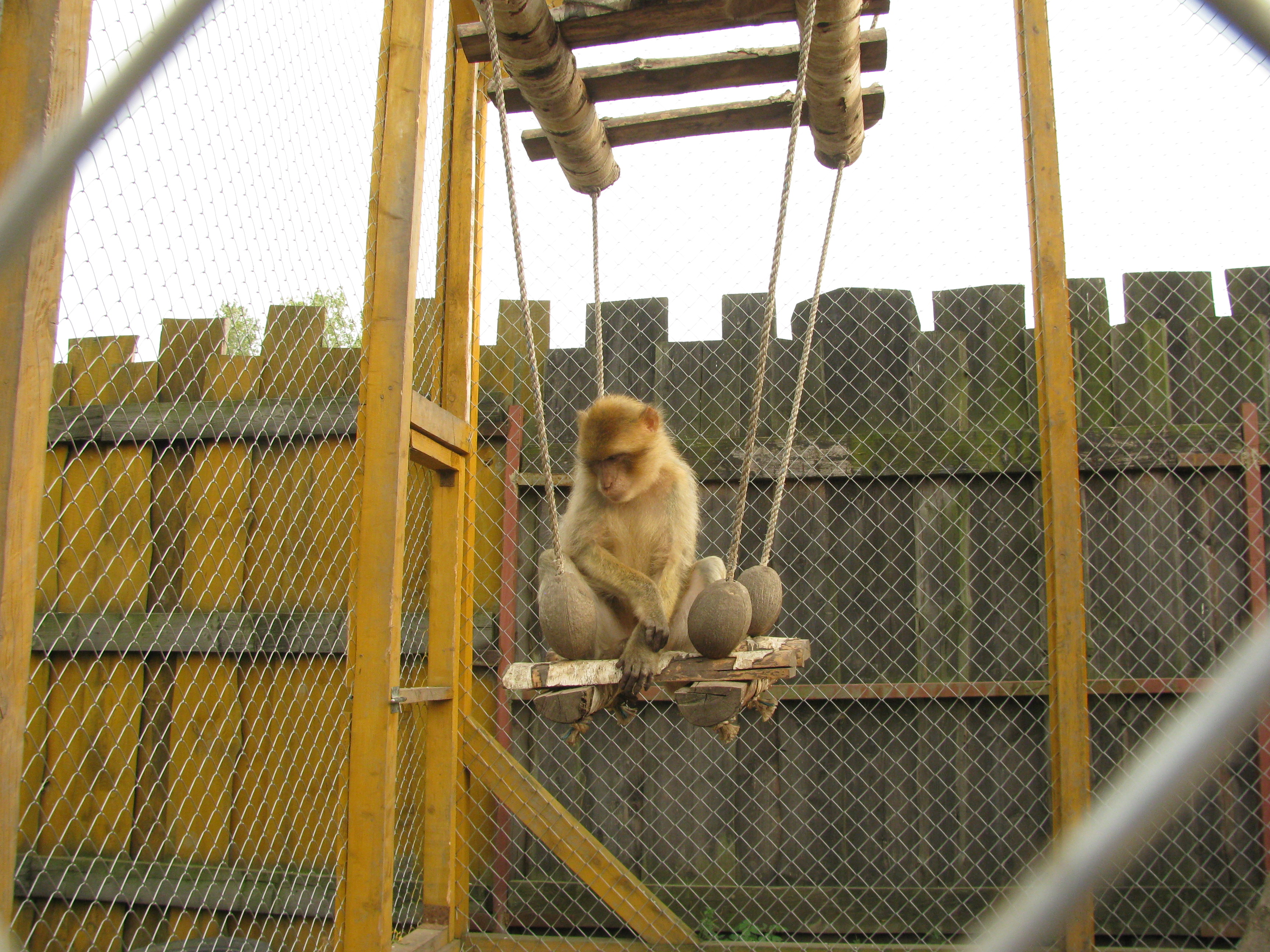
Обезьяна
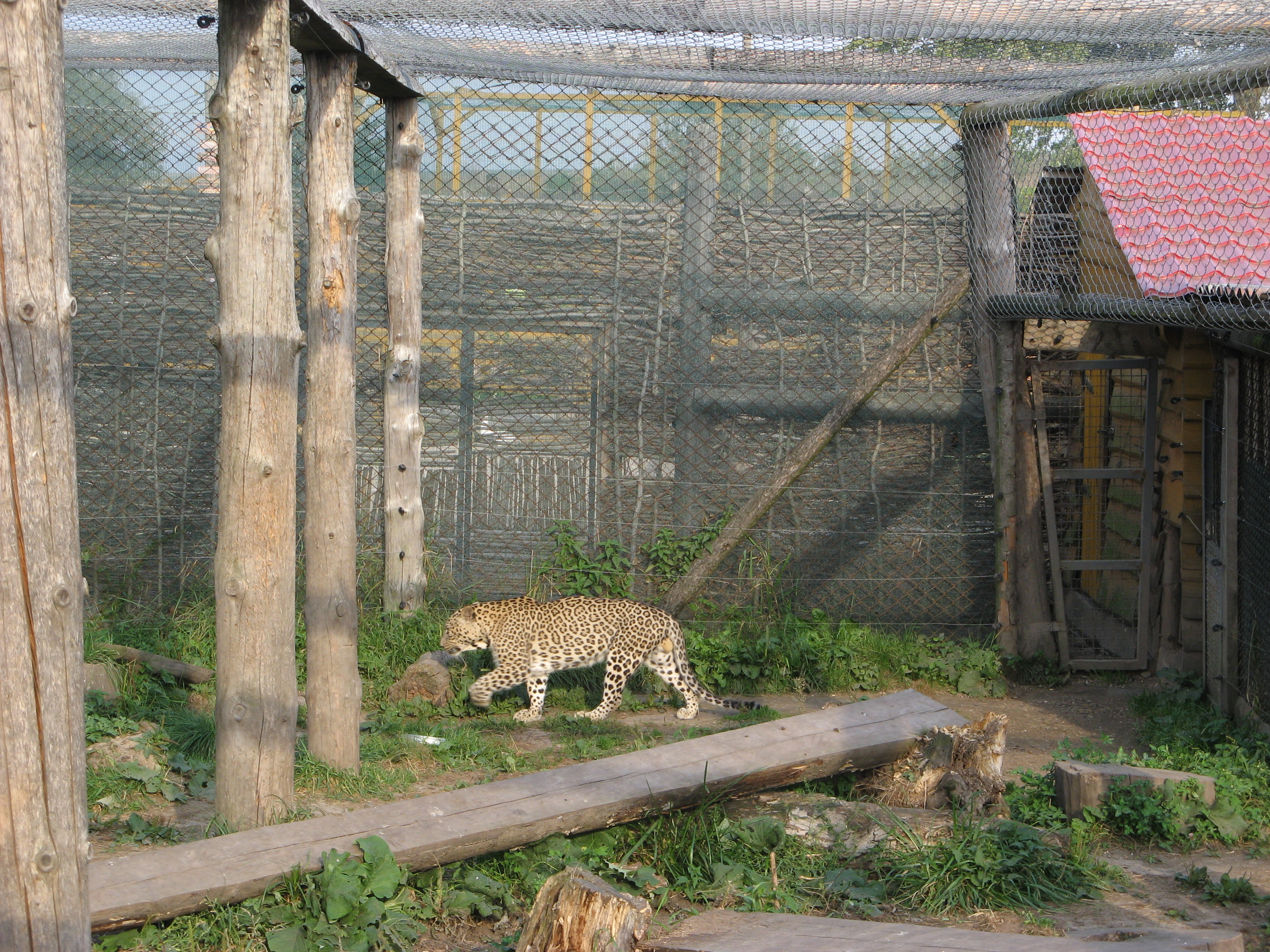
Леопард
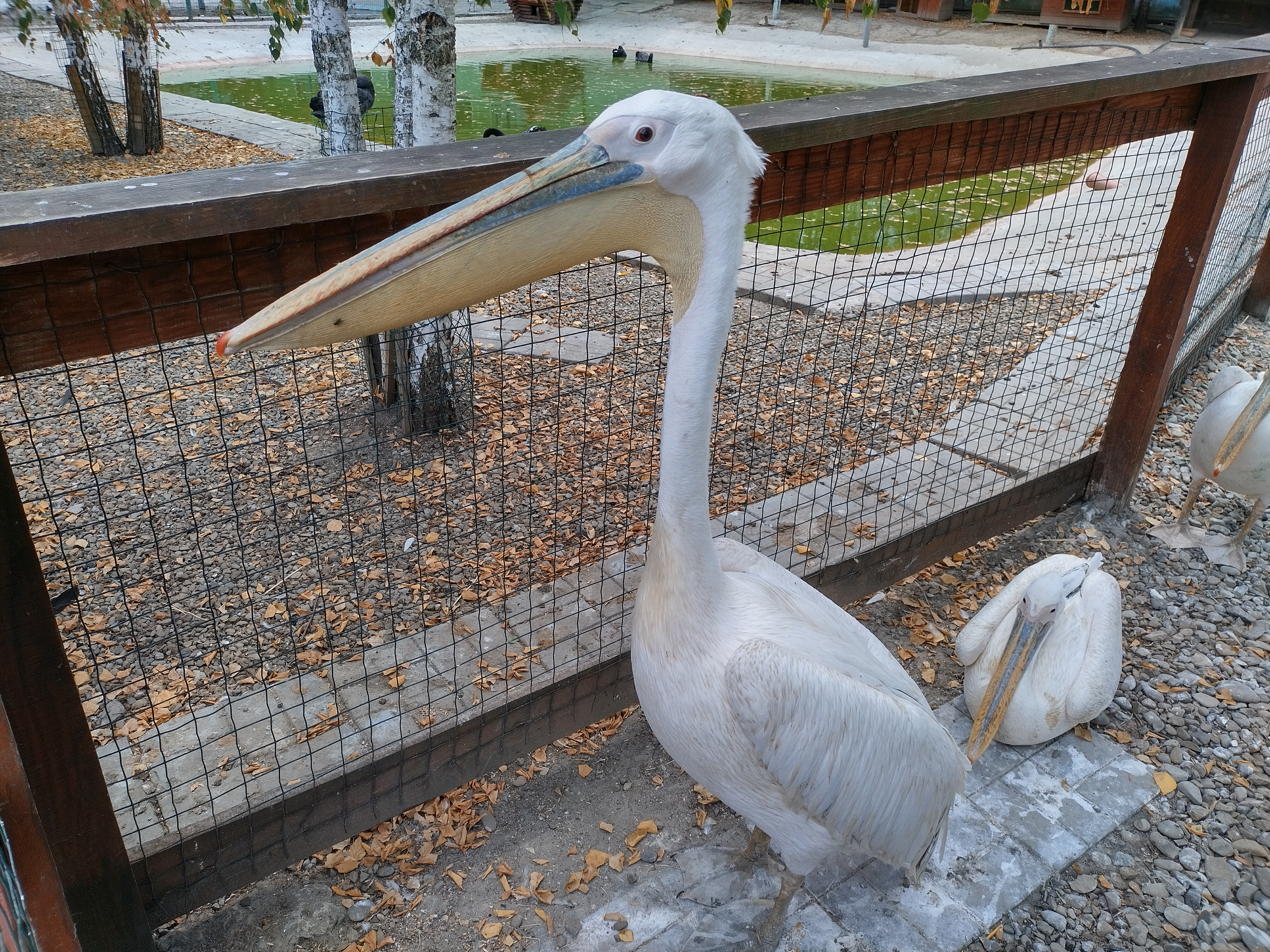
Розовый пеликан
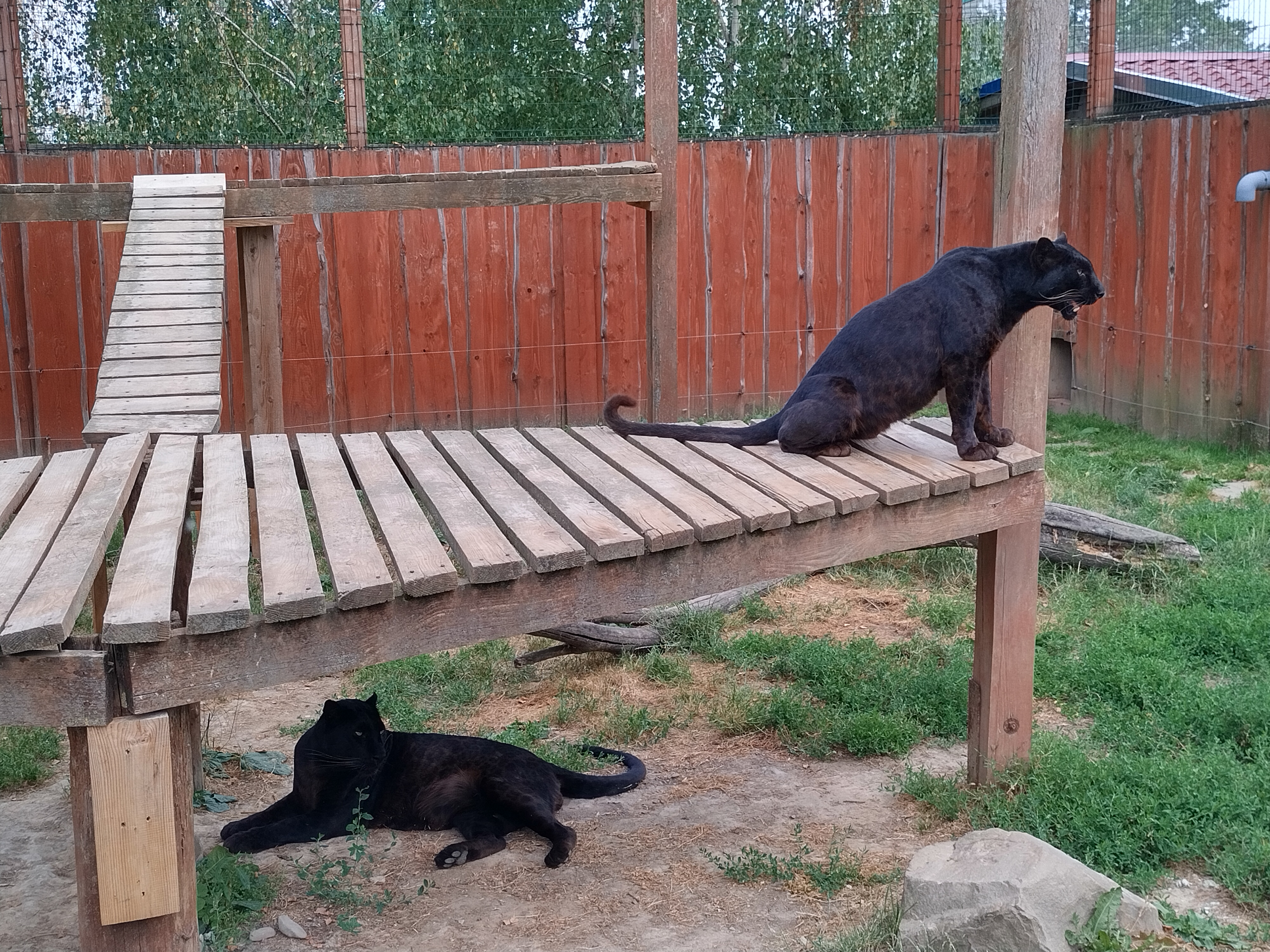
Пантера